# Maria Margaretha la Fargue

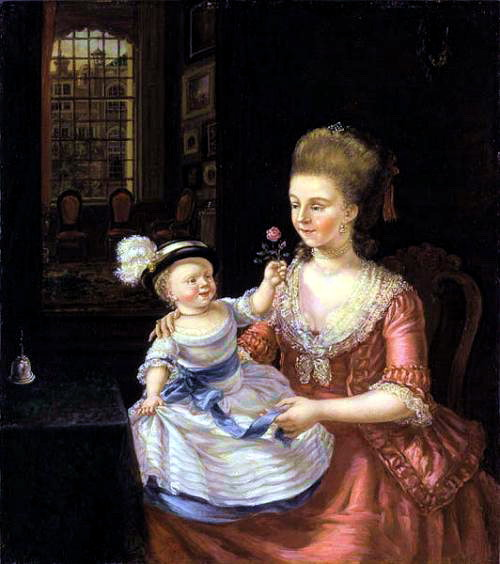
Maria La Fargue: Moeder met kind op schoot

Maria Margaretha la Fargue (Den Haag, 29 december 1743 – aldaar, 21 april 1813) was een Nederlands kunstschilder en tekenaar.
La Fargue werd geboren als dochter van de notaris en orangistisch pamfletschrijver Jean Thomas la Fargue (ca. 1700-1774) en Charlotte Constantia van Nieuwland (1703-1785). Haar vader was een gevluchte hugenoot. Ze had vier oudere broers. Ze leerde tekenen en schilderen van haar broers Paulus Constantijn la Fargue (1729-1782) en Jacob Elias la Fargue (1735-1776?) die waarschijnlijk zichzelf hadden onderwezen. Maria la Fargue is vooral bekend om haar stadsgezichten, genrestukken en prenten.
Samen met haar broers werkte ze samen in een familieatelier waar ze prenten en illustraties voor boeken vervaardigden. Ze maakte bijvoorbeeld prenten voor de Haagsche princelyke en koninglyke almanach van 1788. Het atelier ging echter failliet, waarna La Fargue tekenlessen ging geven. Het werd echter steeds moeilijker voor haar om rond te komen, totdat ze afhankelijk werd van de bedeling van de kerk. Ze stierf op 70-jarige leeftijd in het zieken- en bestedelingenhuis aan de Lange Beestenmarkt.

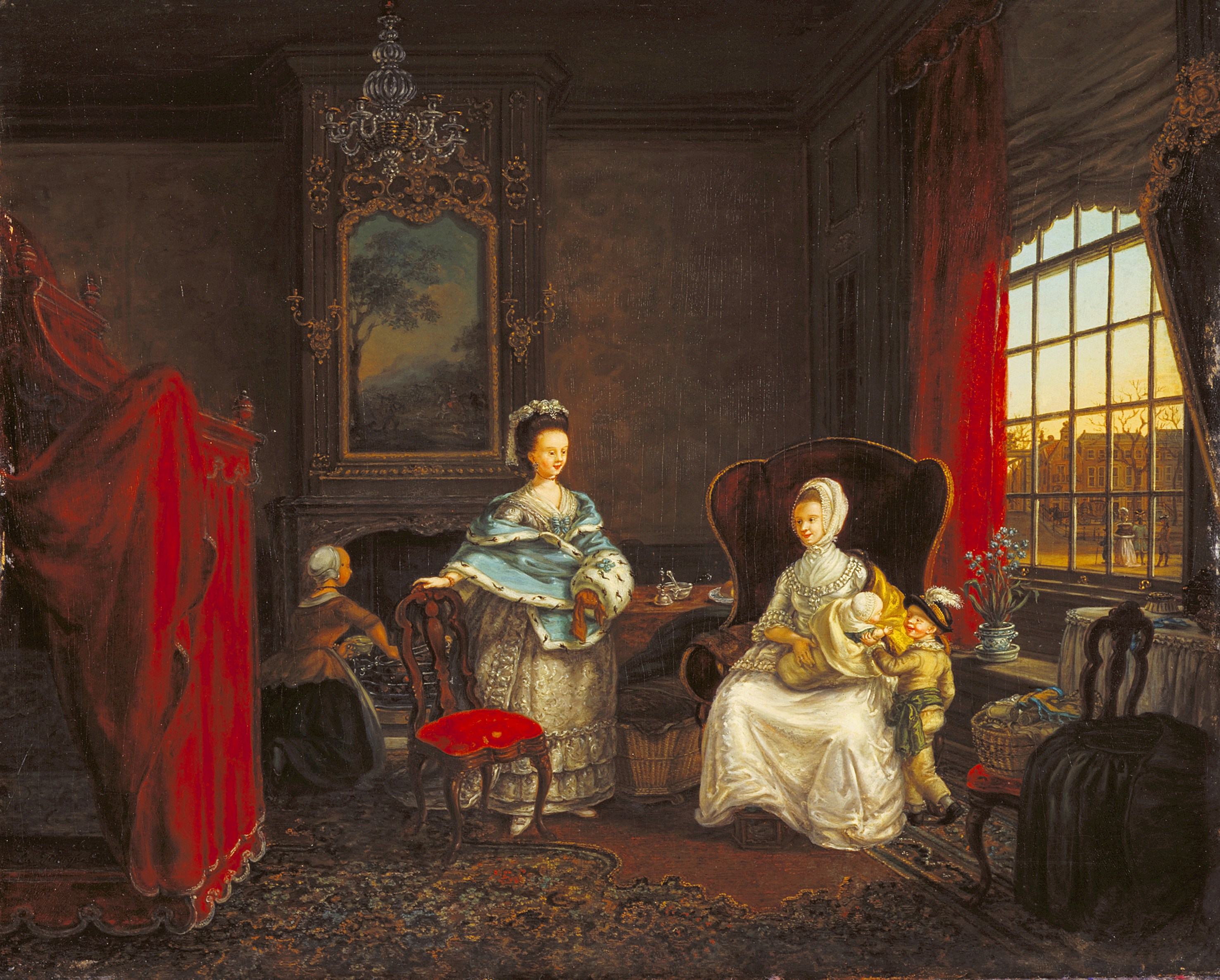
Maria La Fargue:  Interieur van een huis aan de Dunne Bierkade
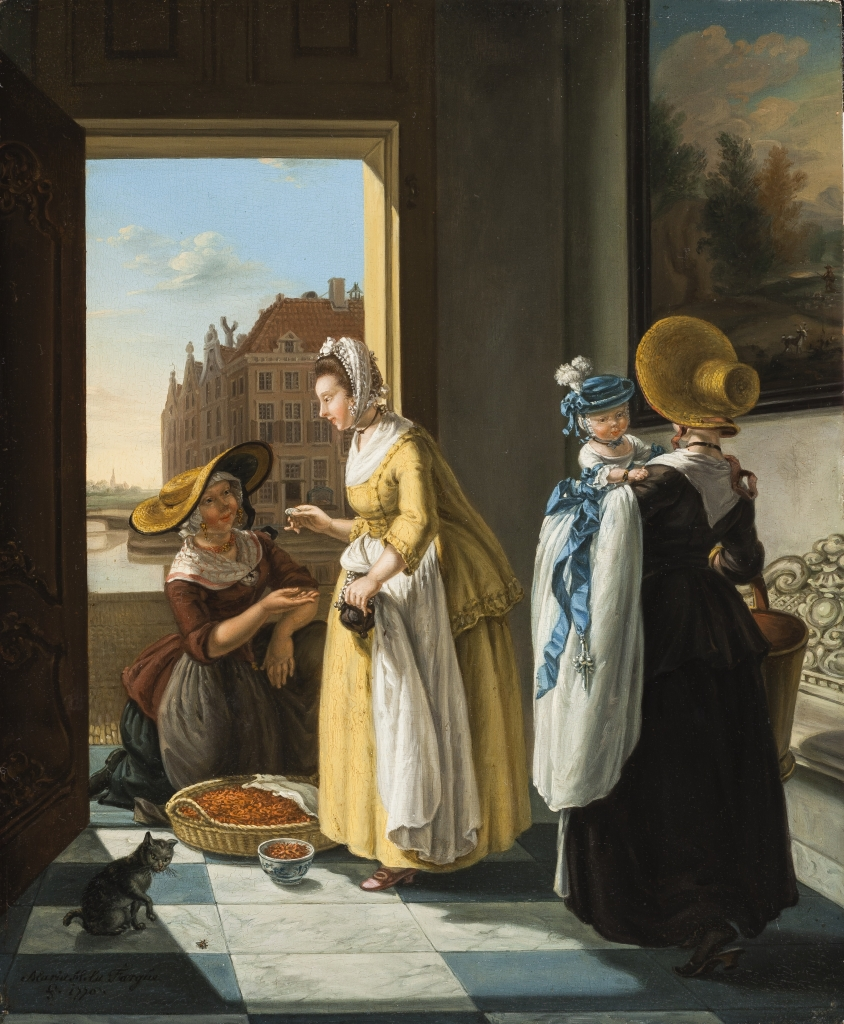
Maria La Fargue: De garnalenverkoper
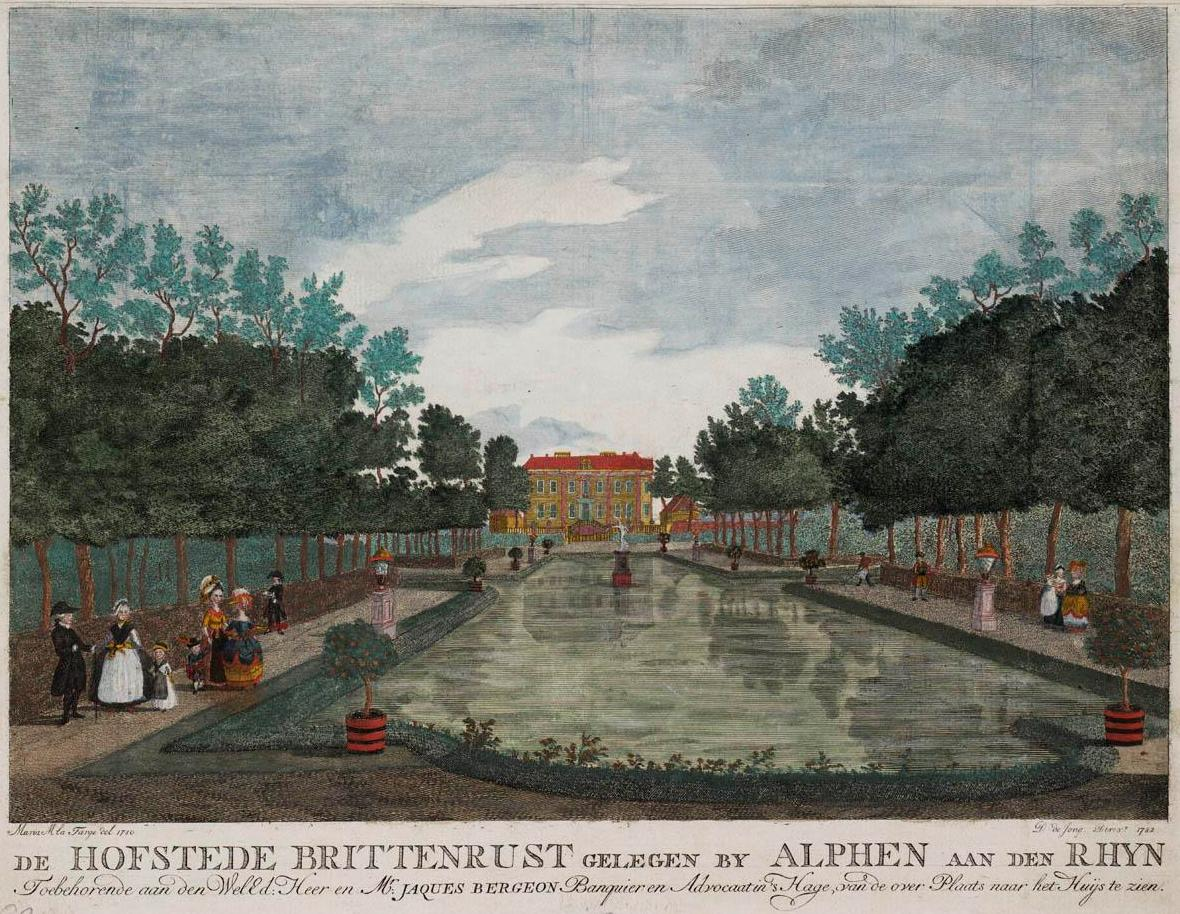
Maria La Fargue Brittenrust bij Alphen aan den Rijn

- Biografisch Portaal: 02973413
- Digitale Bibliotheek voor de Nederlandse Letteren: farg006
- National Gallery of Victoria: 30337
- RKD-Nederlands Instituut voor Kunstgeschiedenis: 27331
- Union List of Artist Names: 500024524
- Virtual International Authority File: 95832685
- WorldCat: E39PBJtxjBfDkQPqyBYXyg9dQq